# Pi-Tag

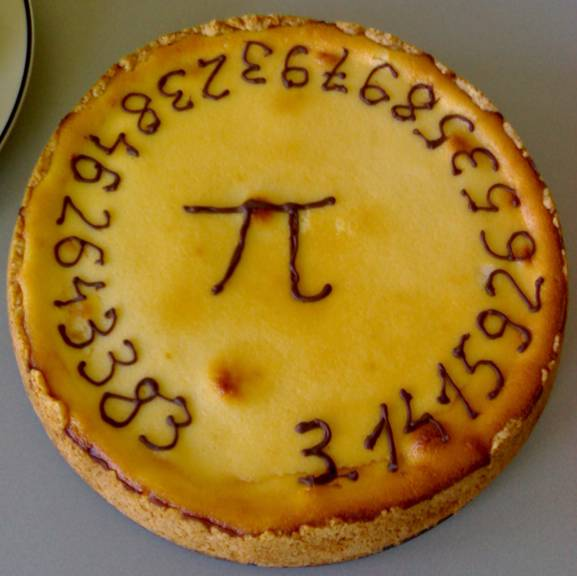
Pi Pie (ein π-Kuchen mit π gerundet auf 27 Nachkommastellen), hergestellt an der Technischen Universität Delft

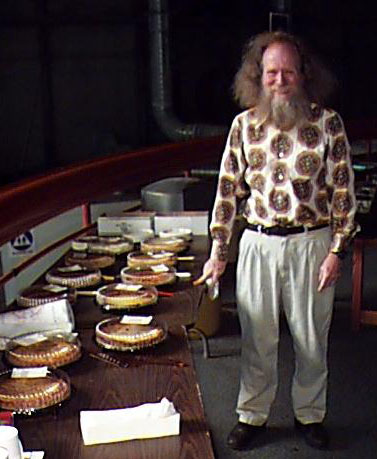
Larry Shaw, der „Begründer“ des Pi Day, im Exploratorium in San Francisco

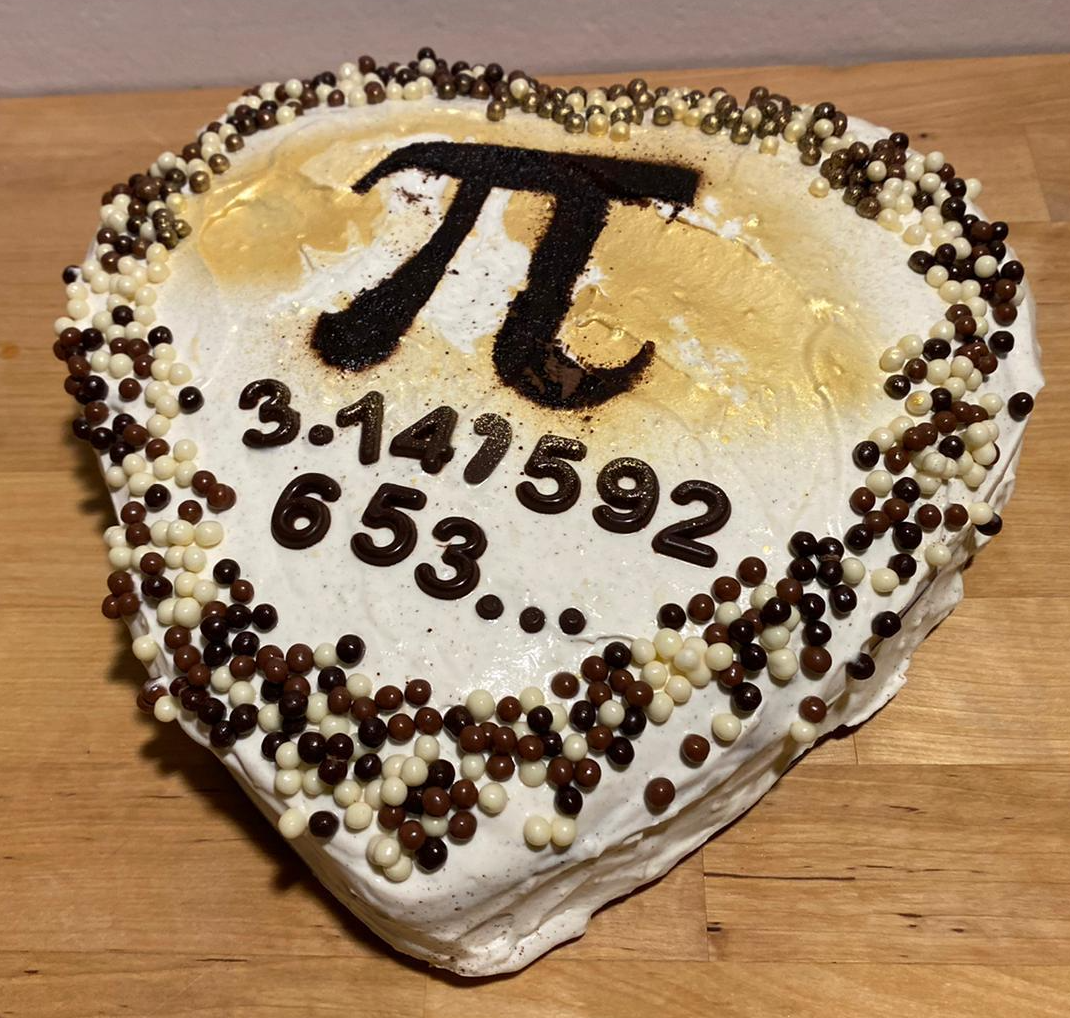
Eine Cremetorte zur Feier des Pi-Tags

Der Pi-Tag (englisch Pi Day) ist ein zu Ehren der Kreiszahl Pi von ihren Anhängern am 14. März gefeierter Tag.

## Termin
Er findet am 14. März jedes Jahres statt und geht auf die US-amerikanische Datumsschreibweise 3/14 (bzw. die ISO-Schreibweise -03-14) zurück, die aus den ersten drei Ziffern von π in der passenden Reihenfolge besteht. Besonders genaue Anhänger feiern um 13:59:26 Uhr und erreichen die Kreiszahl damit bis zur siebten Nachkommastelle (3/14 1:59:26 pm). Am Massachusetts Institute of Technology wurden 2015 in Anlehnung an den Pi-Tag einige Termine auf Samstag, den 14. März, um 9:26 Uhr ET (3/14/15 9:26 am) gelegt.

## Geschichte
Als Begründer dieser Tradition gilt Larry Shaw, der den Pi Day 1988 am Exploratorium in San Francisco initiierte, wo er seitdem jährlich begangen wird. 2009 wurde in den USA der 14. März vom US-Kongress zum offiziellen Nationaltag für die Kreiskonstante Pi erklärt.

## Brauchtum
Der Pi-Tag wird traditionell mit dem gemeinsamen Verzehren von kreisförmigen Kuchen begangen (im Englischen wird der griechische Buchstabe π lautgleich wie das englische Wort pie, Kuchen, ausgesprochen). Ein solcher Kuchen von 20 cm Durchmesser hat zudem π Quadratdezimeter Grundfläche.

## Weitere Pi-Tage
Mindestens seit dem Jahr 2000 wird auch ein Pi-Näherungstag (Pi Approximation Day) am 22. Juli gefeiert, mit dem die näherungsweise Darstellung von π durch Archimedes (Archimedischer Algorithmus) als 22/7 ≈ 3,14 geehrt werden soll.

## Sonstiges
Zur Verbreitung des Gedenktages trägt auch bei, dass zufällig der 14. März auch der Geburtstag Albert Einsteins und der Todestag Stephen Hawkings ist. Seit 2020 ist der 14. März außerdem der Internationale Tag der Mathematik.
In Anlehnung an den Pi-Tag gibt es auch den internationalen Tag der eulerschen Zahl {\displaystyle e} (= 2,71…) am 27. Januar bzw. am 7. Februar.